# Enix
A Enix Corporation (株式会社エニックス, Kabushiki-gaisha Enikkusu) foi uma desenvolvedora e publicadora japonesa de jogos eletrônicos sediada em Tóquio. Foi fundada em setembro de 1975 por Yasuhiro Fukushima como Eidansha Boshu Service Center, sendo renomeada em 1982 para Enix, uma mistura da palavra grega phoenix com ENIAC, o primeiro computador digital do mundo. A empresa, durante sua história, desenvolveu vários títulos de sucesso, especialmente aqueles da série Dragon Quest. Ela existiu até abril de 2003, quando se fundiu com a Square a fim de formar a Square Enix.

## História
Enix começou a sua incursão no mercado dos videojogos em 1982 com um concurso de programação de jogos para computadores pessoais. Um dos vencedores foi Love Match Tennis, criado por Yuji Horii. Tornar-se-ia um dos primeiros jogos a ser lançados pela empresa para PCs. Um do outros vencedores foi o quebra-cabeças Door Door por Koichi Nakamura, que viria a tornar-se num dos jogos para computador mais conhecidos da Enix. Posteriormente, o jogo foi portado para o NES da Nintendo, mas o jogo nunca viria a ser lançado fora do Japão. Nakamura ficaria como um dos programadores mais importantes da Enix.
Ao longo dos próximos anos, a Enix publicou vários videojogos para várias consolas de videojogos japonesas. Em vez de produzir os seus próprios jogos, a Enix preferiu deixar o desenvolvimento destes a cargo de outros produtores concedendo royalties. Enix é muito provavelmente mais conhecida como sendo a produtora da série Dragon Quest (conhecida na América do Norte como Dragon Warrior até 2005). Nesta altura, os programadores-chave da Enix eram o director Koicki Nomura, o argumentista Yuji Horii, o artista Akira Toriyama, e o compositor Koichi Sugiyama, entre outros. Dragon Warrior I foi lançado em 1986 e o primeiro RPG bem sucessido para a Famicom. O jogo acabaria por vender 1,5 milhões de cópias no Japão e daria começo ao franchise mais rentável da empresa.
En 1991, Enix registou-se junto de Japan Securities Dealers Association, actual JASDAQ, passando a estar cotada em bolsa. Pouco depois, a Enix começou a publicar manga na sua revista mensal, Monthly Shōnen Gangan. Criou contactos com mais produtoras de videojogos e iria publicar mais jogos para consolas da quarta geração, quinta e sexta. Apesar do anúncio da rival de longa data da Enix, Square Co., Ltd., de que iria produzir jogos exclusivamente para a PlayStation da Sony, a Enix anuncio que iria produzir jogos tanto para as consolas da Sony como para as da Nintendo.. Como consequência, as acções da Enix e da Sony subiram na bolsa. Em Novembro de 1999, a Enix estava listada na primeira secção da Bolsa de Valores de Tóquio, dando-lhe o estatuto de "empresa de peso".

### Fusão com a Square
Em Junho de 2001, a Enix expressou interresse numa possível parceria entra a Square e a Namco nas suas incursões online, de modo a reduzir os crescentes custo de produção. Nesse mesmo mês, a Enix investiou na empresa game Arts, adquirindo ¥99.2 mil milhões em acções e controlo majoritário com o intuito de vender a série Grandia sobre a marca da Enix. Apesar da publicidade em torno de Dragon Warrior VII em 1999, o jogo sofreu sucessivos adiantamentos. As receitas do jogo foram, em última analise, boas, mas o seu sucesso não foi contabilizado no ano fiscal de 1999, cortando a razão entre lucro e receitas para metade em comparação com o ano anterior e reduzindo o valor das acções da Enix 40% em princípios de 2000. A Enix sofreu outro revés com o atraso do Dragon Warrior Monsters 2 no Japão em 2001, cortando os lucros do primeiro semestre do ano fiscal de 2001 em 89,71%.
A rival da Enix, Square Co., também sofreu prejuízos financeiros em 2001, muito em parte devido ao fracasso do seu filme Final Fantasy: The Spirits Within. Isto hesitou a Enix em fundir-se com a Square. Contudo, a 26 de Novembro de 2002, foi anunciada que as duas empresas iria-se fundir no ano seguinte num esforço de diminuir custos e competir com empresas estrangeiras. A fusão veio mais tarde a 1 de Abril de 2003 sobre o nome Square Enix, a sucessora de ambas as empresas.

## Produtos

### Videojogos
De 1983 a 1993, a Enix distribui os seus jogos no Japão para computadores, tais como NEC PC-8801, MSX, Sharp X68000, e FM-7. Ao entrar no mercado da Famicom, a Enix publicou o bem sucedido Dragon Quest, que, após a formaçao da Square Enix, já havia vendido 35 milhões de cópias por todo mundo. Apesar dos primeiros títulos desta série terem sido produzidos pela Chunsoft, outras empresas também produziram títulos principais, spin-offs e remakes para esta série, tal como a Heartbeat, ArtePiazza, e TOSE. Outras séries aclamadas da Enix são Star Ocean e Valkyrie Profile, que continuriam a ser publicadas sob a marca da Square Enix. A empresa Quintet desenvolveu outros RPGs para a Enix tais como ActRaiser, Robotrek, Soul Blazer, Illusion of Gaia e Terranigma para a Super Nintendo.

### Mangás
Desde 1991 que a Enix tem publicado mangá na sua revista Gangan Comics, que inicialmente consistia na Monthly Shōnen Gangan, Monthly Gangan Wing e Monthly GFantasy.